# Militärflugplatz Câmpia Turzii

i7
i11
i13
Die Baza Aeriană 71 Câmpia Turzii ist ein Militärflugplatz der rumänischen Luftstreitkräfte zirka 2 km südlich von Câmpia Turzii/Jerischmarkt. Die nach Emanoil Ionescu benannte Basis liegt auf dem Gebiet der Gemeinde Luna/Lone im Kreis Cluj/Klausenburg, zirka 50 km südöstlich der Kreisstadt.
Der Flugplatz wird daneben auch von NATO-Verbündeten genutzt; er wird international mitunter auch als Luna Air Base bezeichnet.

## Geschichte
Der Flughafen Cluj, stadtnah gelegen, wurde im Zweiten Weltkrieg militärisch genutzt. Nach Beginn des Kalten Krieges und der damit einhergehenden Aufrüstung entstand zwischen 1952 und 1953 50 km weiter südlich ein jettauglicher Militärflugplatz für die Truppen des Warschauer Pakts. Nach seiner Eröffnung wurde er Stationierungsort von Il-10 Schlachtflugzeugen. Hinzu kam ab 1969 eine bodengestützte Luftverteidigungseinheit und 1980 zusätzlich ein Fallschirmjäger-Regiment. Die erste Abfangjäger-Staffel wurde Mitte 1982 nach Campia Turzii verlegt. Hieraus entstand 1986 das 71. Jagdflieger-Regiment. Die Einheit flog die MiG-21.
Nach der Auflösung des Warschauer Paktes änderte sich zunächst wenig und Anfang 2001 traf die erste modernisierte MiG-21 Lancer auf der Basis ein. Im Zuge einer Umorganisation entstand Mitte 2001 die 71. Luftbasis und in Folge der Auflösung der 93. Luftbasis am Flughafen Timișoara verlegten die bisher dort stationierten Hubschrauber nach Campia Turzii.
Im Anschluss an den NATO-Beitritt Rumäniens begann 2009 ein langsamer, aber stetiger Ausbau in Richtung NATO-Standard. Bereits im April des Vorjahres war es im Rahmen des 20. NATO-Gipfels zu einer ersten Verlegung von F-15E auf die siebenbürgische Basis gekommen. Nach der völkerrechtswidrigen Annexion der Krim durch Russland waren hier im Sommer 2014 zeitweise kanadische CF-18 stationiert. Die USA investierten 40 Millionen Dollar der Fiskaljahre 2015–2019 für den Ausbau der Infrastruktur. 2019 operierten erstmals übergangsweise auch ansonsten im westpommerschen Mirosławiec/Märkisch Friedland stationierte US-Drohnen des Typs MQ-9 von hier. Auch später kam es zu Verlegungen von MQ-9.
In den 2020er Jahren setzte sich der kontinuierliche Ausbau mit US-Finanzmitteln fort, insgesamt beliefen sich diese auf inzwischen 100 Millionen Dollar, aber auch Rumänien selbst investierte weitere 90 Millionen Euro. Am 14. März 2023 stürzte eine vom Flugplatz gestartete US-amerikanische MQ-9 Reaper beim Drohnenvorfall über dem Schwarzen Meer ab.
Am 15. Mai 2023 wurden die letzten MiG-21 nach 61 Jahren Dienstzeit des Typs in rumänischen Diensten zeitgleich auf den Luftbasen 71 (Kampfsteffel 711/Escadrila 711 Aviatie Lupta), 86  und 95 außer Dienst gestellt. Die Auslieferung der ehemals norwegischen F-16 an die hierzu aufgestellte 48. Jagdstaffel erfolgte zwischen April 2024 und Januar 2025. Im Frühjahr 2024 war der Flugplatz darüber hinaus im Rahmen der Manöverserie Steadfast Defender 2024 ein Übungsort des NATO-Manövers Swift Response 2024.

## Nutzung
Der rumänischen Baza 71 Aeriana unterstehen zur Zeit (2024) zwei fliegende Staffeln der Rumänischen Luftstreitkräfte:
- Escadrila 48 Vanatoare, Jagdstaffel, ausgerüstet mit F-16AM/BM (seit 2024)
- Escadrila 713 Elicoptere SOCAT, Helikopterstaffel, ausgerüstet mit IAR-330M/IAR-330SOCAT

Seit zirka 2015 wird der Flugplatz daneben regelmäßig für zeitweise Verlegungen kleinerer USAF-Kontingente von in den Continental United States stationierter Verbände als vorgeschobene Basis genutzt. Die Haupteinsatzbasis dieser Kontingente sind die großen US-Luftstützpunkte in Westeuropa wie die Spangdahlem Air Base.
Daneben ist der Platz inzwischen Heimatstützpunkt von MQ-9-Drohnen von NATO-Partnern:
- Detachment 1 des 31st Fighter Wing der USAF in Aviano, seit Anfang 2021[11]
- Detachment des 306. Staffel der KLu in Leeuwarden, seit Anfang 2024[12]